# Alcolado

De originele Alcolado

Alcolado is een geurwater uit Curaçao. Het water lijkt sterk op eau de cologne en werd in 1948 ontwikkeld door Curaçao Laboratories. De naam kan een afgeleide zijn van het Spaanse woord alcoholato ('alcoholproduct'); het kan echter ook via het Papiaments uit het Nederlands afkomstig zijn, waarin het woord alcoholaat staat voor ‘alcoholconcentraat met smaakstoffen’.
Curaçao Laboratories brengt het product op de markt als Alcolado Glacial, waarbij een deel wordt geproduceerd onder licentie in onder andere Suriname. Ook andere bedrijven brengen een versie van Alcolado uit.
Alcolado is een mengsel van alcohol met menthol en essentiële oliën. Het wordt onder andere gebruikt als aftershave, als middeltje tegen de warmte en als verlichting bij muggenbeten.
In 1991 werd ontdekt dat gedetineerden in het Korrectie Instituut Aruba sterke drank hadden gemaakt door fruit te laten trekken in Alcolado Glacial.